# دامبروفکا (شهرستان راویچ)
دامبروفکا (لهستانی: Dąbrówka؛ ‏[dɔmˈbrufka]) یک روستا در لهستان است که در گمینا راویچ واقع شده‌است.